# Cattedrali nelle Filippine
Questa è una lista delle cattedrali presenti nelle Filippine

## Cattedrali cattoliche
| Cattedrale                                                      | Arcidiocesi o Diocesi                       | Località        | Immagine |
| --------------------------------------------------------------- | ------------------------------------------- | --------------- | -------- |
| Cattedrale di San Giovanni Evangelista                          | Arcidiocesi di Cáceres                      | Naga            |          |
| Cattedrale della Santissima Trinità                             | Diocesi di Daet                             | Daet            |          |
| Cattedrale di San Gregorio Magno                                | Diocesi di Legazpi                          | Legazpi         |          |
| Cattedrale di San Giacomo apostolo                              | Diocesi di Libmanan                         | Libmanan        |          |
| Cattedrale di Sant'Antonio di Padova                            | Diocesi di Masbate                          | Masbate         |          |
| Cattedrale dei Santi Pietro e Paolo                             | Diocesi di Sorsogon                         | Sorsogon        |          |
| Cattedrale dell'Immacolata Concezione                           | Diocesi di Virac                            | Virac           |          |
| Cattedrale di Sant'Agostino                                     | Arcidiocesi di Cagayan de Oro               | Cagayan de Oro  |          |
| Cattedrale di San Giuseppe                                      | Diocesi di Butuan                           | Butuan          |          |
| Cattedrale di Sant'Isidoro Lavoratore                           | Diocesi di Malaybalay                       | Malaybalay      |          |
| Cattedrale di San Nicola da Tolentino                           | Diocesi di Surigao                          | Surigao         |          |
| Cattedrale di San Nicola da Tolentin                            | Diocesi di Tandag                           | Tandag          |          |
| Cattedrale dell'Immacolata Concezione                           | Arcidiocesi di Capiz                        | Roxas City      |          |
| Cattedrale di San Giovanni Battista                             | Diocesi di Kalibo                           | Kalibo          |          |
| Cattedrale di San Giuseppe                                      | Diocesi di Romblon                          | Romblon         |          |
| Cattedrale di San Vitale                                        | Arcidiocesi di Cebu                         | Cebu            |          |
| Cattedrale di Santa Caterina d'Alessandria                      | Diocesi di Dumaguete                        | Dumaguete       |          |
| Cattedrale dell'Assunzione di Maria Vergine                     | Diocesi di Maasin                           | Maasin          |          |
| Cattedrale di San Giuseppe Lavoratore                           | Diocesi di Tagbilaran                       | Tagbilaran      |          |
| Cattedrale della Santissima Trinità                             | Diocesi di Talibon                          | Talibon         |          |
| Cattedrale dell'Immacolata Concezione                           | Arcidiocesi di Cotabato                     | Cotabato        |          |
| Cattedrale di Nostra Signora Mediatrice di tutte le Grazie      | Diocesi di Kidapawan                        | Kidapawan       |          |
| Cattedrale di Cristo Re                                         | Diocesi di Marbel                           | Koronadal       |          |
| Cattedrale di San Pietro                                        | Arcidiocesi di Davao                        | Davao           |          |
| Cattedrale di Maria Madre e Mediatrice della Grazia             | Diocesi di Digos                            | Digos           |          |
| Cattedrale di San Nicola da Tolentino                           | Diocesi di Mati                             | Mati            |          |
| Cattedrale di Cristo Re                                         | Diocesi di Tagum                            | Tagum           |          |
| Cattedrale di Sant'Elisabetta d'Ungheria                        | Arcidiocesi di Jaro                         | Iloilo          |          |
| Cattedrale di San Sebastiano                                    | Diocesi di Bacolod                          | Bacolod         |          |
| Cattedrale di San Francesco Saverio                             | Diocesi di Kabankalan                       | Kabankalan      |          |
| Cattedrale di San Carlo Borromeo                                | Diocesi di San Carlos                       | San Carlos      |          |
| Cattedrale di San Giuseppe Lavoratore                           | Diocesi di San Jose de Antique              | San Jose        |          |
| Cattedrale di San Giovanni Evangelista                          | Arcidiocesi di Lingayen-Dagupan             | Dagupan         |          |
| Concattedrale dei Re Magi                                       | Arcidiocesi di Lingayen-Dagupan             | Lingayen        |          |
| Cattedrale di San Giuseppe Patriarca                            | Diocesi di Alaminos                         | Alaminos        |          |
| Cattedrale di San Nicola da Tolentino                           | Diocesi di Cabanatuan                       | Cabanatuan      |          |
| Cattedrale di San Guglielmo                                     | Diocesi di San Fernando de La Union         | San Fernando    |          |
| Cattedrale di San Giuseppe                                      | Diocesi di San Jose                         | San Jose        |          |
| Cattedrale dell'Immacolata Concezione                           | Diocesi di Urdaneta                         | Urdaneta        |          |
| Cattedrale di San Sebastiano                                    | Arcidiocesi di Lipa                         | Lipa            |          |
| Cattedrale dell'Immacolata Concezione                           | Diocesi di Boac                             | Boac            |          |
| Cattedrale di San Diego di Alcalá                               | Diocesi di Gumaca                           | Gumaca          |          |
| Cattedrale del Gesù Bambino di Praga e di San Marco evangelista | Prelatura territoriale di Infanta           | Infanta         |          |
| Cattedrale di San Ferdinando                                    | Diocesi di Lucena                           | Lucena          |          |
| Cattedrale dell'Immacolata Concezione                           | Arcidiocesi di Manila                       | Manila          |          |
| Cattedrale dell'Immacolata Concezione                           | Diocesi di Antipolo                         | Antipolo        |          |
| Cattedrale dell'Immacolata Concezione                           | Diocesi di Cubao                            | Quezon          |          |
| Cattedrale di Nostra Signora del Pilar                          | Diocesi di Imus                             | Imus            |          |
| Cattedrale di San Rocco                                         | Diocesi di Kalookan                         | Caloocan        |          |
| Cattedrale dell'Immacolata Concezione                           | Diocesi di Malolos                          | Malolos         |          |
| Cattedrale del Buon Pastore                                     | Diocesi di Novaliches                       | Quezon          |          |
| Cattedrale di Sant'Andrea                                       | Diocesi di Parañaque                        | Parañaque       |          |
| Cattedrale dell'Immacolata Concezione                           | Diocesi di Pasig                            | Pasig           |          |
| Cattedrale di San Paolo l'Eremita                               | Diocesi di San Pablo                        | San Pablo       |          |
| Cattedrale della Conversione di San Paolo apostolo              | Arcidiocesi di Nueva Segovia                | Vigan           |          |
| Cattedrale di Nostra Signora della Riconciliazione              | Diocesi di Baguio                           | Baguio          |          |
| Cattedrale di San Giacomo Maggiore                              | Diocesi di Bangued                          | Bangued         |          |
| Cattedrale di San Guglielmo l'Eremita                           | Diocesi di Laoag                            | Laoag           |          |
| Cattedrale dell'Immacolata Concezione                           | Arcidiocesi di Ozamiz                       | Ozamiz          |          |
| Cattedrale di Nostra Signora del Santo Rosario                  | Diocesi di Dipolog                          | Dipolog         |          |
| Cattedrale di San Michele arcangelo                             | Diocesi di Iligan                           | Iligan          |          |
| Cattedrale di Maria Ausiliatrice                                | Prelatura territoriale di Marawi            | Marawi          |          |
| Cattedrale del Bambino Gesù                                     | Diocesi di Pagadian                         | Pagadian        |          |
| Cattedrale della Trasfigurazione del Signore                    | Arcidiocesi di Palo                         | Palo            |          |
| Cattedrale della Natività di Maria Vergine                      | Diocesi di Borongan                         | Borongan        |          |
| Cattedrale dei Santi Pietro e Paolo                             | Diocesi di Calbayog                         | Calbayog        |          |
| Cattedrale di Nostra Signora dell'Annunciazione                 | Diocesi di Catarman                         | Catarman        |          |
| Cattedrale di Nostra Signora del Santissimo Rosario             | Diocesi di Naval                            | Naval           |          |
| Cattedrale di San Ferdinando                                    | Arcidiocesi di San Fernando                 | San Fernando    |          |
| Cattedrale di San Giuseppe                                      | Diocesi di Balanga                          | Balanga         |          |
| Cattedrale di Sant'Agostino                                     | Diocesi di Iba                              | Iba             |          |
| Cattedrale di San Sebastiano                                    | Diocesi di Tarlac                           | Tarlac          |          |
| Cattedrale dei Santi Pietro e Paolo                             | Arcidiocesi di Tuguegarao                   | Tuguegarao      |          |
| Cattedrale dell'Immacolata Concezione                           | Prelatura territoriale di Batanes           | Basco           |          |
| Cattedrale di San Domenico                                      | Diocesi di Bayombong                        | Bayombong       |          |
| Cattedrale di San Ferdinando                                    | Diocesi di Ilagan                           | Ilagan          |          |
| Cattedrale dell'Immacolata Concezione                           | Arcidiocesi di Zamboanga                    | Zamboanga       |          |
| Cattedrale di San Giuseppe Lavoratore                           | Diocesi di Ipil                             | Ipil            |          |
| Cattedrale di Sant'Elisabetta di Portogallo                     | Prelatura territoriale di Isabela           | Isabela         |          |
| Cattedrale di Santa Rita                                        | Vicariato apostolico di Bontoc-Lagawe       | Bontoc          |          |
| Cattedrale di Gesù Bambino                                      | Vicariato apostolico di Calapan             | Calapan         |          |
| Cattedrale di Nostra Signora del Monte Carmelo                  | Vicariato apostolico di Jolo                | Jolo            |          |
| Cattedrale dell'Immacolata Concezione                           | Vicariato apostolico di Puerto Princesa     | Puerto Princesa |          |
| Cattedrale di San Giuseppe Lavoratore                           | Vicariato apostolico di San Jose in Mindoro | San Jose        |          |
| Cattedrale di San Guglielmo                                     | Vicariato apostolico di Tabuk               | Tabuk           |          |
| Cattedrale di San Giuseppe                                      | Vicariato apostolico di Taytay              | Taytay          |          |
| Cattedrale di Sant'Ignazio di Loyola                            | Ordinariato militare nelle Filippine        | Quezon          |          |

## Cattedrali protestanti

### Chiesa Filippina Indipendente
| Cattedrale                   | Denominazione                 | Località | Immagine |
| ---------------------------- | ----------------------------- | -------- | -------- |
| Cattedrale del Santo Bambino | Chiesa filippina indipendente | Manila   |          |

### Chiesa episcopale filippina
| Cattedrale                               | Diocesi                                                  | Località | Immagine |
| ---------------------------------------- | -------------------------------------------------------- | -------- | -------- |
| Cattedrale della Risurrezione            | Diocesi episcopale delle Filippine Centro-Settentrionali | Baguio   |          |
| Cattedrale di Tutti i Santi              | Diocesi episcopale delle Filippine Settentrionali        | Bontoc   |          |
| Cattedrale di San Pietro e San Paolo     | Diocesi episcopale delle Filippine Meridionali           | Cotabato |          |
| Pro-Cattedrale di Santo Stefano          | Diocesi episcopale delle Filippine Centrali              | Manila   |          |
| Cattedrale di Santa Maria e San Giovanni | Sede centrale della chiesa episcopale filippina          | Quezon   |          |
| Cattedrale della Santa Trinità           | Diocesi episcopale di Luzon Nord                         | Tabuk    |          |

### Chiesa cattolica apostolica
- Cattedrale della Santissima Trinità, Hermosa

### Chiesa Cathedral of Praise
- Cattedrale della Lode, Manila

## Cattedrale ortodossa
- Cattedrale dell'Annunciazione, Manila